# Raspberry Beret
Raspberry Beret ist ein 1985 veröffentlichter Song des US-amerikanischen Musikers Prince, den er geschrieben, arrangiert und produziert hat. Das Stück ist auf seinem Album Around the World in a Day enthalten und wurde am 15. Mai 1985 als erste Single des Albums ausgekoppelt. Prince nahm Raspberry Beret mit seiner damaligen Begleitband The Revolution auf.

## Geschichte
Der Song wurde am 15. Mai 1985 als Single veröffentlicht und wurde ein Top-Ten-Hit in den Vereinigten Staaten, Kanada und Neuseeland. Er ist 3:31 Minuten lang, erschien auf dem Album Around the World in a Day und auf der B-Seite befindet sich das Stück She’s Always in My Hair.
Im Gegensatz zu den früheren Songs hört man Streichinstrumente, und es sind größtenteils handgemachte Elemente enthalten. In einer verlängerten Version des Songs hört man auch eine Mundharmonika. Zudem tendiert das Intro des Liedes in Richtung Funk. Obwohl Prince den Song bereits 1982 schrieb, überarbeitete er mit seiner Begleitband The Revolution den Song 1984 bei den Aufnahmen des Albums, um dem Hit einen internationaleren Klang zu geben. Der Background-Gesang stammt von Wendy Melvoin und Lisa Coleman.
Das Lied handelt von einer Teenager-Romanze und vom ersten Geschlechtsverkehr mit einem jungen Mädchen, das ein Béret trägt, wie man auf dem Plattencover erkennen kann. Das Musikvideo ist das erste, das Prince nach seinem kurzzeitigen 'Boykott' dieses Mediums veröffentlichte. (Er hatte nach der Purple-Rain-Tour beschlossen, nicht mehr auf Tour zu gehen und keine Videos mehr zu machen.) Für viele Fans von Prince gehört dieser Song zu den bevorzugten und wurde daher in fast jedem Konzert von ihm gespielt. Die erweiterte Fassung ist auf der Kompilation Ultimate enthalten.
Raspberry Beret ist auch auf den Prince-Kompilationen His Majesty’s Pop Life/The Purple Mix Club (1985), The Hits/The B-Sides (1993), The Very Best of Prince (2001), Ultimate (2006) und 4Ever (2016) zu finden.
Das Video zum Song wurde bei den MTV Video Music Awards 1986 als Best Choreography in a Video ausgezeichnet. Der Preis ging damit an Prince selbst, von dem die Choreografie stammte.

## Kommerzieller Erfolg

### Chartplatzierungen
| ChartsChartplatzierungen       | Höchstplatzierung | Wochen |
| ------------------------------ | ----------------- | ------ |
| Deutschland (GfK)              | 35 (10 Wo.)       | 10     |
| Vereinigte Staaten (Billboard) | 2 (18 Wo.)        | 18     |
| Vereinigtes Königreich (OCC)   | 25 (10 Wo.)       | 10     |

| ChartsJahrescharts (1985)      | Platzierung |
| ------------------------------ | ----------- |
| Vereinigte Staaten (Billboard) | 51          |

### Auszeichnungen für Musikverkäufe
| Land/Region                  | Auszeichnungen für Musikverkäufe (Land/Region, Auszeichnung, Verkäufe) | Verkäufe |
| ---------------------------- | ---------------------------------------------------------------------- | -------- |
| Neuseeland (RMNZ)            | 2× Platin                                                              | 60.000   |
| Vereinigtes Königreich (BPI) | Platin                                                                 | 600.000  |
| Insgesamt                    | 3× Platin ·                                                            | 660.000  |

Hauptartikel: Prince/Auszeichnungen für Musikverkäufe

## Coverversionen
- 1990: Hindu Love Gods
- 1997: D’Angelo
- 1997: Daft Punk
- 2002: Beck
- 2008: Lukestar
- 2020: Rachelle Garniez
- 2023: Vitamin String Quartet